# Orquestra Melodia
L'Orquestra Melodia o Orquestra Internacional Melodia del Vendrell és un grup musical català fundat el 1931 al Vendrell per Joan Carné i Güell i amb el nom de Melody Jazz. Aleshores tenia set músics i imitant l'estil de les grans orquestre estatunidenques d'aquells anys (Glenn Miller, Benny Goodman) tocava swing i altres ritmes de moda als balls municipals i als clubs de diverses ciutats.
El 1955 canvia el nom pel de Cobla-Orquestra i el nou director serà Pau Sicart i Güell, qui comptarà com a cantant amb Ramon Calduch i Gimeno. El 1966 Jaume Marcè és nomenat director i l'orquestra és popularitzada per Josep Maria Espinàs en el llibre Festa Major (1969). El seu prestigi va fer que fos contractada a l'Expocanción organitzada per Luis del Olmo a Roda de Berà. Durant els anys 1960 i 1970 arribaria a fer unes 170 actuacions a l'any no sols a Catalunya, sinó també a Aragó, Catalunya Nord, Castella, País Valencià i Illes Balears.
De 1982 a 1993 el director fou Josep Cañellas, època durant la qual molts músics es jubilaren i deixà d'actuar com a cobla sardanista, baixant el seu nombre de músics de 14 als 10 actuals. Els últims directors, Àlex Gonzàlez (2000-2004) i Ramon Chacón (2004-) han estabilitzat les actuacions en un nombre de 50 a l'any. Ha participat en la banda sonora d'Últimas tardes con Teresa (1983), basat en la novel·la homònima de Juan Marsé. El 2011 va rebre la Creu de Sant Jordi.